# 에노모토 준
에노모토 준(일본어: 榎本 潤, 1977년 5월 13일 ~ )는 일본의 전 축구 선수이다.

## 구단 경력
과거 FC 도쿄에서 활동하였다.